# Chloropoea walensensis
Chloropoea walensensis är en fjärilsart som beskrevs av Sharpe 1896. Chloropoea walensensis ingår i släktet Chloropoea och familjen praktfjärilar. Inga underarter finns listade i Catalogue of Life.